# Janusz Bobik
Janusz Stanisław Bobik (ur. 17 grudnia 1955 w Środzie Śląskiej) – polski jeździec sportowy. Srebrny medalista olimpijski z Moskwy.

## Życiorys
Urodził się 17 grudnia 1955 w Środzie Śląskiej, w rodzinie Kazimierza, hodowcy koni i działacza jeździeckiego, oraz Zofii Słapa. Absolwent Liceum Ogólnokształcącego w Gryficach (1975) i Akademii Rolniczej w Szczecinie (1979), gdzie otrzymał tytuł magistra inżyniera zootechnika.
Bronił barw LKS Dragona Nowielice. Z Nowielicami jest związany do dziś, obecnie jest hodowcą. Startował w skokach przez przeszkody oraz WKKW. W 1977 był wicemistrzem Polski w skokach. W Moskwie jego partnerami w drużynie byli: Wiesław Hartman, Jan Kowalczyk i Marian Kozicki. Srebro olimpijskie jest największym sukcesem w jego karierze.
W 2004 otrzymał tytuł Honorowego obywatela Środy Śląskiej.

## Ordery i odznaczenia
- Złoty Krzyż Zasługi (7 października 2004)[5]
- Srebrny Krzyż Zasługi[2]
- Odznaka „Zasłużony Mistrz Sportu”[2]
- Złoty Medal za Wybitne Osiągnięcia Sportowe (dwukrotnie)[2]